# Sindi
Sindi (starogrško Σινδοι, Sindoi, latinsko Sindi, rusko Синды, Sindi) so bili staroveško skitsko ljudstvo, ki je prvotno živelo na Severnem Kavkazu ali Ciskavkaziji. Del Sindov je živel tudi v Srednji Evropi. Njihovo ime se je pisalo različno. Pomponij Mela jih imenuje Sindoni, Lucijan pa Sindiani. 

## Zgodovina

### Ciskavkazija
Sindi so bili skitsko ljudstvo, ki se je ustalilo na polotoku Taman  in vzpostavilo svojo oblast nad avtohtonimi severnokavkaškimi Meoti. Arheološko so pripadali skitski kulturi, a so se zaradi stika z Bosporskim kraljestvom postopoma helenizirali.
Ker so Skiti v poznem 6. stoletju pr. n. št. izgubili večino ozemlja v Ciskavkaziji v korist Savromatov, so od skitskih plemen  v regiji ostali edino Sindi na ozemlju, imenovanem Sindika (starogrško Σινδικη, Sindikē), zahodno od sedanjega Krasnodarja.
Sindsko kraljestvo je bilo kratkoživo in bilo  kmalu po ustanovitvi priključeno k Bosporskemu kraljestvu.

### Srednja Eropa
Za razliko od večine Sindov, ki so ostali na Severnem Kavkazu, se je manjši del Sindov preselil proti zahodu in se naselil v Panonskem bazenu kot del širjenja Skitov v Srednjo Evropo v 7. do 6. stoletju pr. n. št. in kmalu izgubil stik s Skiti, ki so ostali v Pontski stepi. Apolonij z Rodosa, grški avtor iz 3. stoletja pr. n. št.,  je lociral populacijo Sindov, ki so živeli ob Siginih in sicer neznanih Gravkih   "na ravnini Laurion", verjetno v vzhodnem delu Panonskega bazena.

## Arheologija

### Severni Kavkaz
Skitski vladajoči razred v meotski državi je sprva pokopaval svoje pokojne v kurganih, medtem ko so domači Meoti pokopavali na običajnih pokopališčih. Sindi so v Sindiki nadaljevali ta običaj in člane svojega vladajočega razreda pokopavali v kurganih,  Meote pa še naprej v običajnih grobovih.
Skitska zemeljska dela, zgrajeni v 6. stoletju pr. n. št. vzdolž desnega brega reke Kuban, so bila v 4. stoletju pr. n. št. opuščena, ko so Savromati zavzeli večino Ciskavkazije. Sindi so po svojem prihodu zgradili nov niz zemeljskih nasipov na svojih vzhodnih mejah. Eno od sindskih  zemeljskih del je bilo v Jelizavetinskaji, kjer je bil okoli leta 400 pr. n. št. zgrajen kurgan, v katerem je bilo pokopanih več ljudi in okoli 200 konj.